# 非結合性軌道
非結合性軌道（ひけつごうせいきどう、英: non-bonding orbital）は、電子による占有が、関与する原子間の結合次数を増加も減少もさせない分子軌道である。非結合性軌道は分子軌道ダイアグラムおよび電子遷移表記法においてしばしば文字nで表される。分子軌道法における非結合性軌道はルイス構造における孤立電子対に相当する。非結合性軌道のエネルギー準位は典型的には、より低いエネルギーの原子価殻結合性軌道とそれに対応するより高いエネルギーの反結合性軌道との間にある。そのため、電子によって占有された非結合性軌道は通常はHOMO（最高被占分子軌道）となる。
分子軌道法では、分子軌道は原子軌道の線形結合から形成される。フッ化水素（HF）といった単純な二原子分子において、ある原子はその他の原子よりもより多くの電子を持ちうる。HFではσ結合性軌道は同じ対称性を持つ水素の1s軌道とフッ素の2pz軌道の線型結合により作られる。残ったフッ素の2pxおよび2py軌道は変化していないが、分子軌道として見た時には非結合性軌道となる。これらの非結合性軌道のエネルギーは分子内のいかなる結合の長さにも依存しない。これらの軌道が電子によって占有されても分子の安定性を上昇も低下もさせない。
非結合性軌道は構成原子の原子軌道としばしば似ているが、それらが似ている必要はない。似ていない一例はアリルアニオンの非結合性軌道である。アリルアニオンのHOMOは両端の原子の2px軌道（分子平面に対して垂直）が逆の位相で合わさったものであるため（中央の原子は節でありこの分子軌道には関与しない）、両端の原子軌道はほぼ重なり合わず、そのエネルギーは個々の2px軌道のエネルギーと同じと見なせる。

## 電子遷移
分子の非結合性軌道中の電子は、n→σ*あるいはn→π*遷移といった電子遷移を起こす。例えば、n→π*遷移はカルボニル基を持つ化合物の紫外可視分光法において見ることができる。ただしその吸光度はかなり小さい（対称禁制遷移のため）。